# El Burgo Ranero
El Burgo Ranero är en ort i Spanien.   Den ligger i provinsen Provincia de León och regionen Kastilien och Leon, i den norra delen av landet, 250 km nordväst om huvudstaden Madrid. El Burgo Ranero ligger 880 meter över havet och antalet invånare är 891.
Terrängen runt El Burgo Ranero är platt. Runt El Burgo Ranero är det glesbefolkat, med 9 invånare per kvadratkilometer. Närmaste större samhälle är Sahagún, 16,6 km öster om El Burgo Ranero. Trakten runt El Burgo Ranero består till största delen av jordbruksmark.